# Phare de Neuwerk
Le phare de Neuwerk (en allemand : Leuchtturm Neuwerk) est un phare actif situé sur l'île de Neuwerk, (Land de Hambourg) en Allemagne. Il est géré par la WSV de Hambourg et se trouve dans le Parc national de la mer des Wadden de Hambourg.

## Histoire
Le phare de Neuwerk, mis en service en décembre 1814, se trouve être le plus important et ancien bâtiment de l'île de Neuwerk. Ce bâtiment militaire, achevé en 1310, est l'édifice le plus ancien du monde utilisé comme phare (1814-2014). Il est érigé au sud de l'île et il est aussi le bâtiment le plus ancien de Hambourg et de la côte allemande.
La construction de cette tour a commencé en 1300 et achevée en 1310. C'est un donjon d'architecture normande de l'époque. Contrairement à la littérature, la tour a été construite sous cette forme dès le début. L'incendie des années 1360 a détruit la plupart des éléments en bois et a dû subir une reconstruction majeure. Le toit d'origine était en plomb et fut remplacé par du cuivre en 1474. Celui-ci fut à nouveau remplacé en 1558 par un toit en tuiles et puis un nouveau toit en cuivre. Le cuivre a ensuite été utilisé à des fins militaires en 1916, et reconstruit en l'état premier plus tard.
Le but initial était d'accueillir des troupes pour défendre les navires entrant et sortant de l'Elbe des pirates de mer et de plage. La tour était aussi un refuge pour les agriculteurs de l’île lors des fortes tempêtes et aux survivants des naufrages au fil des siècles. La tour a marqué le point le plus septentrional du royaume de Hanovre par le mathématicien Carl Friedrich Gauss en juillet 1825.
La tour de Neuwerk est protégée par la protection du patrimoine culturel depuis 1924 et la colline habitée environnante depuis 1971. Elle est utilisée comme point de vue, maison d'hôtes et restaurant.

### Le Phare
Avant que la tour ne soit transformée en phare en 1814, le dangereux récif et banc de sable de Scharhörn fut marqué par de multiples balises dont le plus important était le Scharhörnbake érigé en 1661.
La tour a été transformée en phare le 20 décembre 1814. La première lampe était composée de 21 lampes creuses à huile de colza avec réflecteurs paraboliques puis au kérosène à partir de 1870. Une lentille de Fresnel d'une longueur focale de 700 mm fut installée en 1892 avec une lampe à kérosène à cinq mèches, pour améliorer encore la luminosité. Cet objectif est encore utilisé aujourd'hui. La lampe fut de nouveau améliorée en 1908 pour être électrifiée en 1942. L'électricité était nécessaire pour éteindre la lumière rapidement pendant la Seconde Guerre Mondiale. La lampe au kérosène fut maintenue en place car il n'y avait pas d'alimentation électrique de secours et de propane en 1949. La portée de la lampe de 1,000 watts était d’environ 30 kilomètres. La lampe électrique classique a été remplacée par une lampe halogène à l'automne 2007. Le 10 février 2014, elle a été remplacée par une LED.
Bien qu'appartenant à Hambourg, le phare était exploité par le Wasser-und Schifffahrtsamt Cuxhaven, responsable de l'estuaire de l'Elbe. Comme le phare n'était pas indispensable à l'expédition, il a été mis hors service le 1er janvier 2014 et remis à l'autorité portuaire de Hambourg. Le 10 février 2014, il a été officiellement fermé après presque 200 ans de fonctionnement et continue comme "feu privé" sous l'autorité de Hambourg. La caractéristique lumineuse tricolore d'origine a été remplacé par un feu continu blanc avec une portée d'à peine 3 milles nautiques (environ 5 km).

## Description
Le phare actuel  est une tour carrée en maçonnerie de 39 m de haut, avec galerie et lanterne. Les quartiers des gardiens sont incorporés dans la tour. Son feu fixe émet, à une hauteur focale de 38 m, une lumière fixe blanche d'une portée est de 3 milles nautiques (environ 5,5 km).
Identifiant : ARLHS : FED-165 - Amirauté : B1344 - NGA : 10436 .
|                |
| île de Neuwerk |

|                         |
| Le phare (vue aérienne) |

|          |
| Le phare |

### Lien connexe
- Liste des phares en Allemagne